# 남고문로
남고문로(Namgomun-ro)은 전라남도 나주시 금남동 나주소방서삼거리에서 금남동를 잇는 도로이다

## 주요 경유지
전라남도
- 나주시 (금남동)

## 노선
| 이름                | 접속 노선              | 소재지 | 소재지 | 비고 |
| ------------------- | ---------------------- | ------ | ------ | ---- |
| 나주소방서앞 삼거리 | 국도 제13호선 (예향로) | 나주시 | 금남동 |      |
| 금성지구대 교차로   | 나주로                 | 나주시 | 금남동 |      |
| 남고문앞 교차로     | 중앙로                 | 나주시 | 금남동 |      |
| (이름 없음)         | 죽림길                 | 나주시 | 금남동 |      |

## 주요 건물 및 시설
- 타이어프로 나주경현점 (남고문로 11/경현동 275-2)
- 스피드메이트 나주점 (남고문로 21/송월동 654-1)
- 아성다이소 나주송월점 (남고문로 44/금성동 65-1)
- 이삭토스트 나주송월점 (남고문로 44/금성동 65-1)
- 전라남도교육청 나주도서관 (남고문로 51/금성동 32)
- SK에너지 남고문셀프주유소 (남고문로 72/남외동 41)